# 呼続駅
呼続駅（よびつぎえき）は、愛知県名古屋市南区呼続1丁目にある、名古屋鉄道名古屋本線の駅である。駅番号はNH31。

## 歴史
- 1917年（大正6年）3月7日 - 愛知電気鉄道の駅として開業[1]。
- 1935年（昭和10年）8月1日 - 名岐鉄道との合併により名古屋鉄道が発足したため、同社の駅となる。
- 1950年（昭和30年）- 駅舎建設[2]。
- 1967年（昭和42年）2月16日 - 荷物営業廃止[3]。
- 2004年（平成16年）9月15日 - トランパスの供用開始[4]。無人化[5]。
- 2010年（平成22年）3月1日-14日 - イオンモール新瑞橋開業に伴い、午前中の準急上下10本（土日は一部の急行も加わり上下20本）が臨時停車
- 2011年（平成23年）2月11日 - ICカード乗車券「manaca」供用開始。
- 2012年（平成24年）2月29日 - トランパス供用終了。
- 2038年（令和20年）3月31日 - 高架化事業完了予定[6]。

## 駅構造
6両対応の相対式2面2線ホームを持つ地上駅。駅集中管理システム（管理駅は神宮前駅）を導入した無人駅である。朝のラッシュ時を中心に8両編成の列車が停車する場合、当駅から本星崎駅まではホーム有効長が6両の為、後ろ2両のドアが開かない。
駅舎は1番線に直結しており、2番線へは跨線橋で繋がっている（旧くは構内踏切を使用していた）。2番線にはスロープがないため、車椅子での利用の場合堀田駅か神宮前駅まで行ってから折り返し乗車となる。改札口は駅舎内の1ヶ所しかなく、2番線側は現在使われていないため、イオンモール新瑞橋や地下鉄新瑞橋駅・妙音通駅方面へは踏切を渡る必要がある。2番線の出入り口は特殊勤務駅だった頃は無人時間帯のみ開放していたが、終日無人化となった現在は閉鎖している。
立地的に堀田駅方の高架と桜駅方の高台との谷間に当たり、山崎川を越える橋梁が水面に近いため、増水時は堤防に備えられた陸閘により本線が閉鎖されてしまう。これについては当初、本星崎駅付近 - 呼続駅付近の立体交差事業により解消することが計画されていたが、「第二期山崎川流域浸水対策推進プラン」の一環として山崎川橋梁の改築が決定し、本星崎駅付近 - 桜駅付近の連続立体交差事業とは切り離して実行されることとなった。
| 番線 | 路線          | 方向 | 行先                 |
| ---- | ------------- | ---- | -------------------- |
| 1    | NH 名古屋本線 | 下り | 金山・名鉄名古屋方面 |
| 2    | NH 名古屋本線 | 上り | 東岡崎・豊橋方面     |

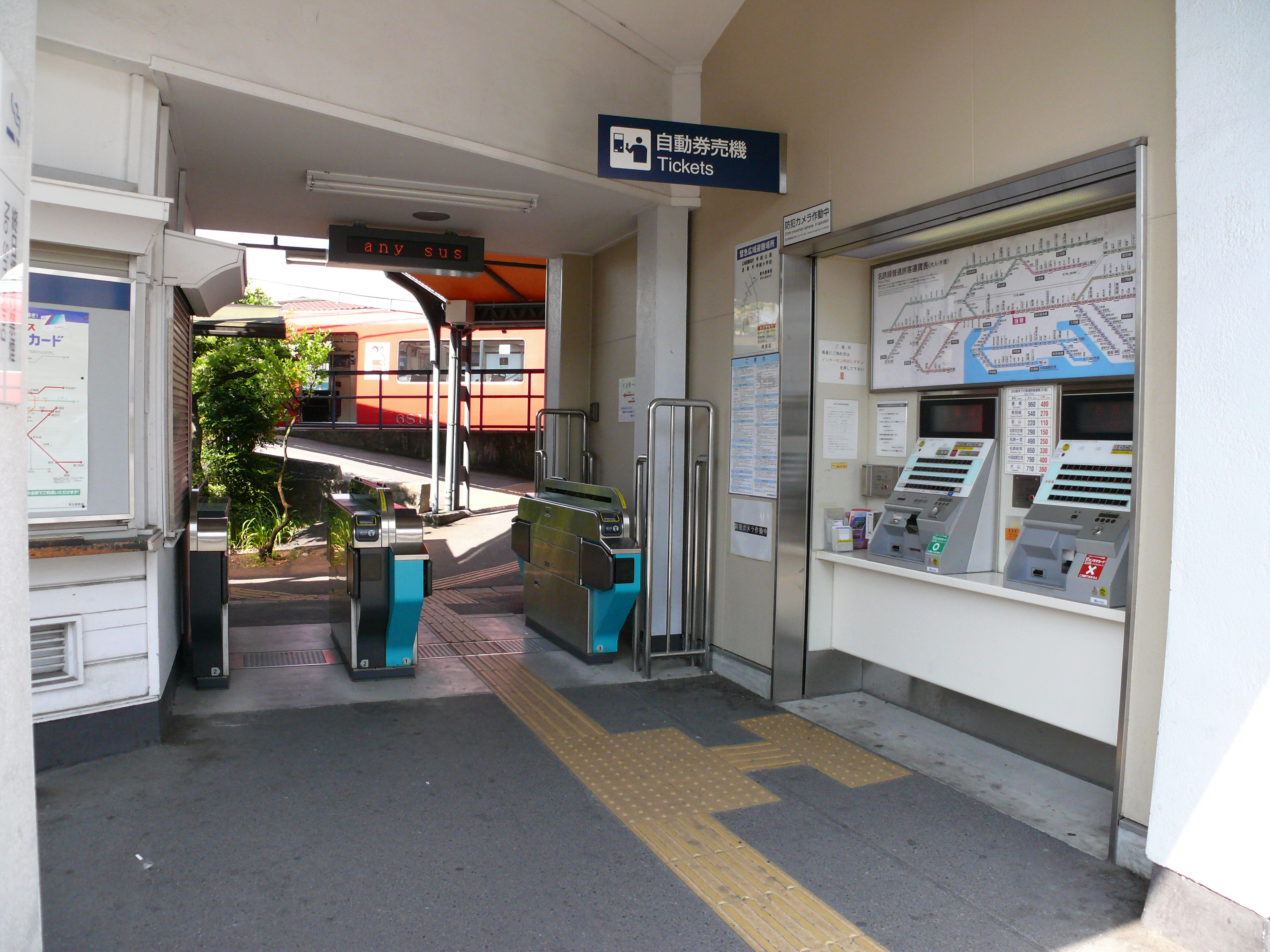
改札口
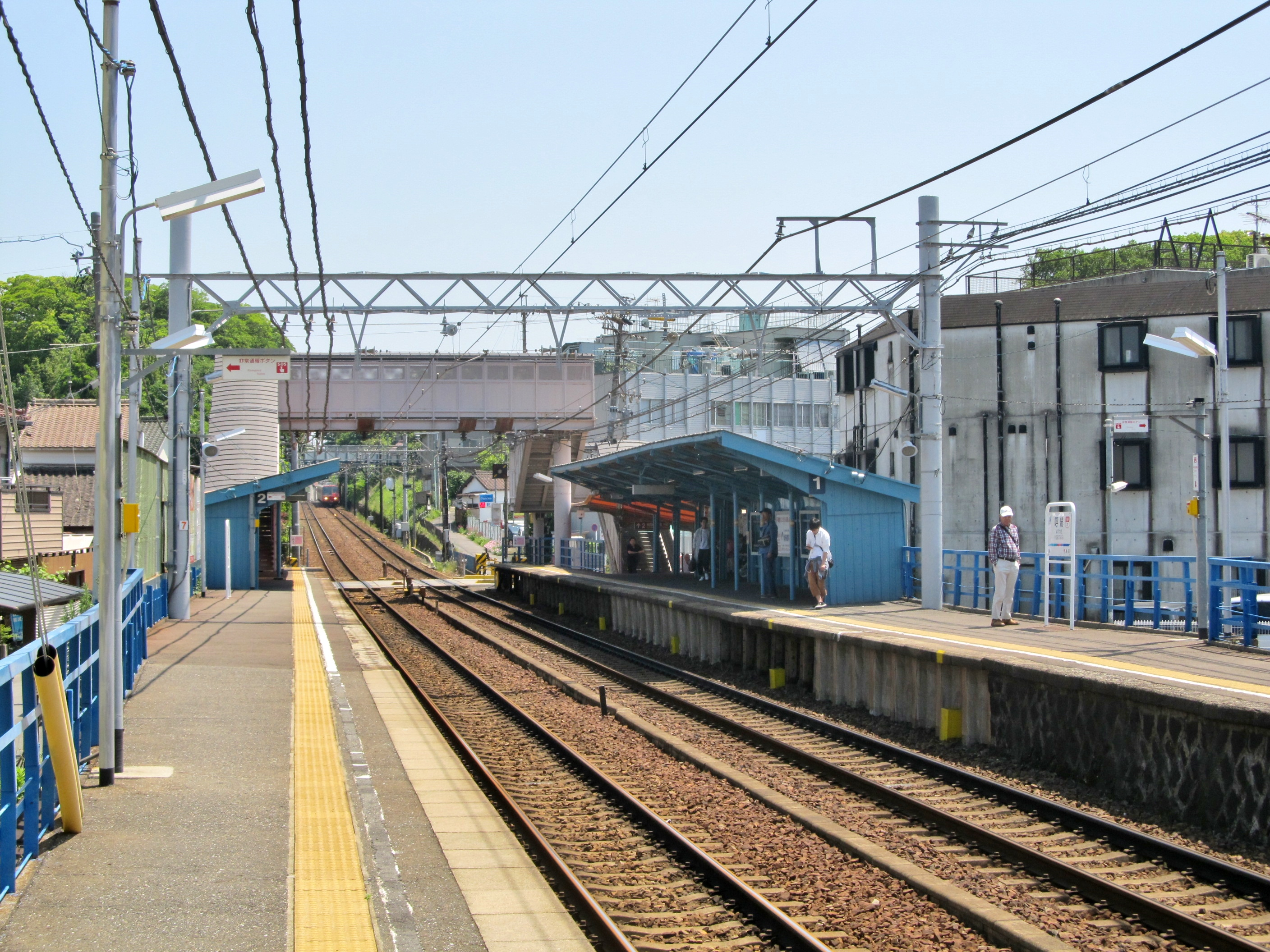
ホーム
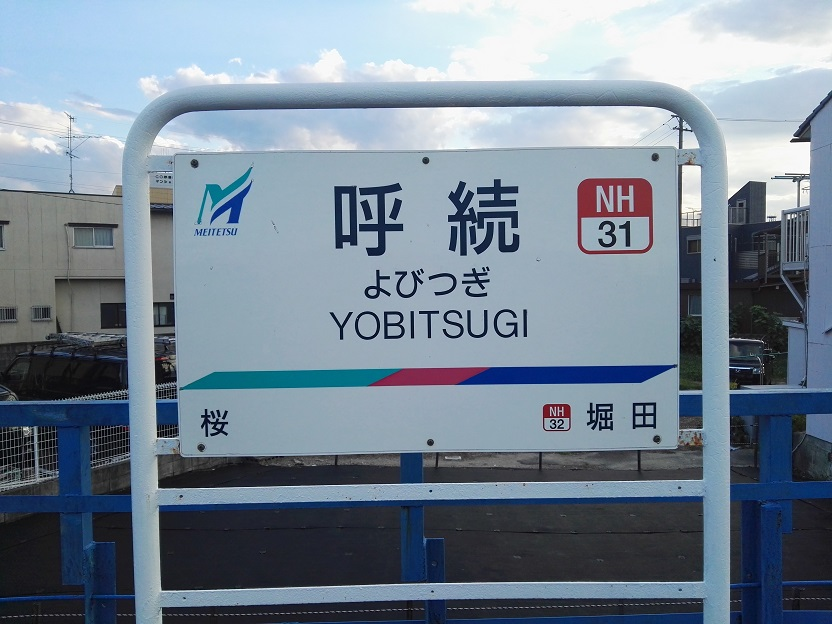
駅名標
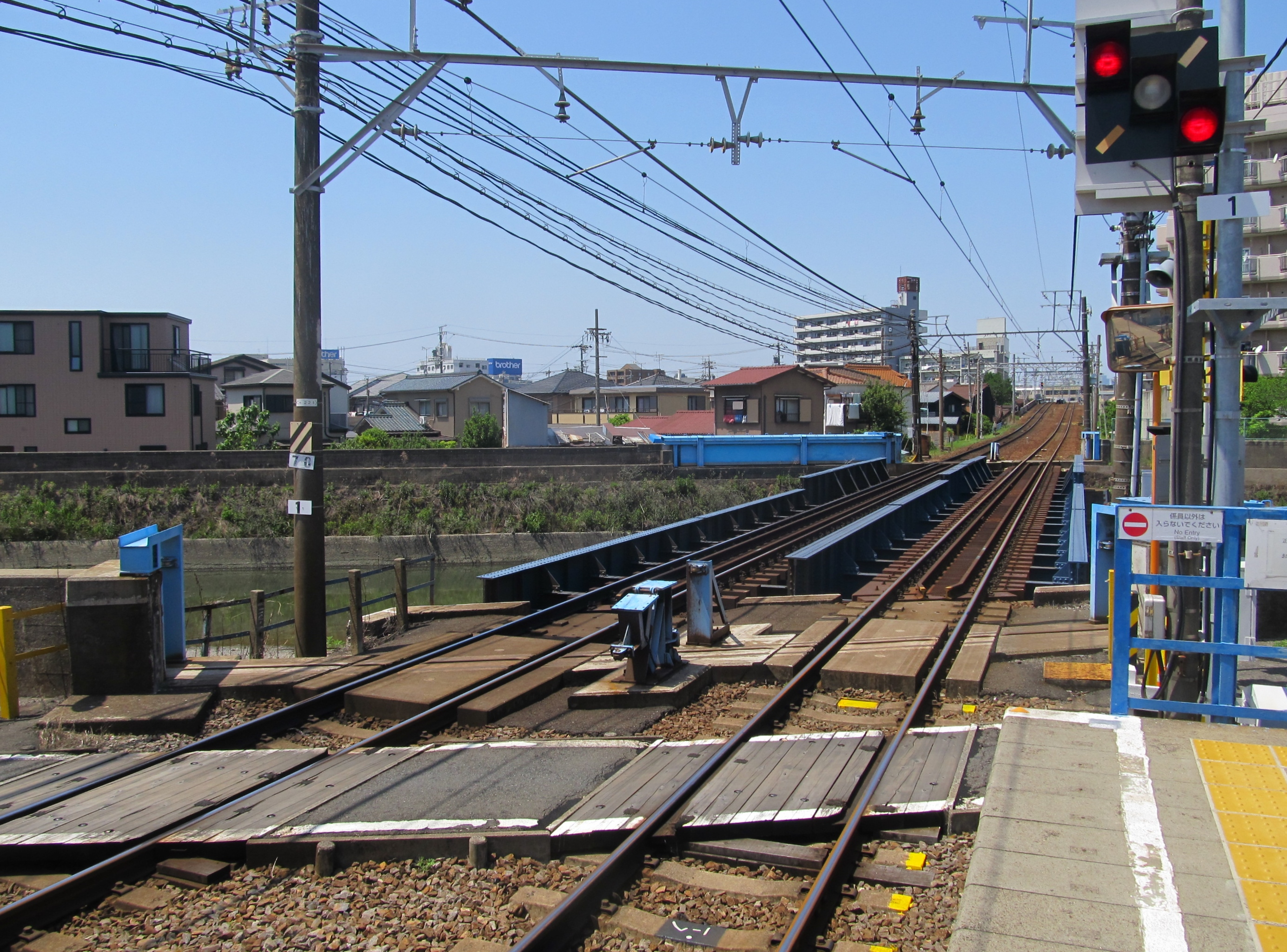
山崎川の陸閘

### 配線図
| ← 東岡崎・ 豊橋方面 | 呼続駅 構内配線略図 | → 神宮前・ 名古屋方面 |
| 凡例 出典:          |                     |                       |

## 利用状況
- 「移動等円滑化取組報告書」によれば、2021年度の1日平均乗降人員は2,169人である[13]。
- 『名鉄120年：近20年のあゆみ』によると2013年度当時の1日平均乗降人員は2,156人であり、この値は名鉄全駅（275駅）中175位、名古屋本線（60駅）中46位であった[14]。
- 『名古屋鉄道百年史』によると1992年度当時の1日平均乗降人員は2,810人であり、この値は岐阜市内線均一運賃区間内各駅（岐阜市内線・田神線・美濃町線徹明町駅 - 琴塚駅間）を除く名鉄全駅（342駅）中150位、 名古屋本線（61駅）中38位であった[15]。
- 『名古屋市統計年鑑』によると、2019年度の1日平均乗車人員は1,209人である。各年度の1日平均乗車人員は以下の通り[16]。

| 年度   | 1日平均 乗車人員 |
| ------ | ---------------- |
| 2000年 | 988              |
| 2001年 | 960              |
| 2002年 | 921              |
| 2003年 | 878              |
| 2004年 | 850              |
| 2005年 | 847              |
| 2006年 | 837              |
| 2007年 | 839              |
| 2008年 | 827              |
| 2009年 | 846              |
| 2010年 | 1,012            |
| 2011年 | 1,025            |
| 2012年 | 1,032            |
| 2013年 | 1,080            |
| 2014年 | 1,065            |
| 2015年 | 1,116            |
| 2016年 | 1,136            |
| 2017年 | 1,163            |
| 2018年 | 1,170            |
| 2019年 | 1,209            |

## 駅周辺
周辺は住宅地である。バス停留所からは離れている。
- 安泰寺（山崎城跡）
- 妙音通（愛知県道221号岩崎名古屋線）
- 旧東海道（愛知県道222号緑瑞穂線）
- 妙音通駅 - 名古屋市営地下鉄名城線（徒歩で約6分）
- 新瑞橋駅 - 名古屋市営地下鉄名城線・桜通線（徒歩で約10分）
- イオンモール新瑞橋（徒歩で約3～5分）
- MEGAドン・キホーテUNYアラタマ店（旧ユニーサンテラス新瑞、ピアゴラフーズコアアラタマ店）（徒歩で約8分）
- 山崎川 - ホーム北側を流れている。8両の上り列車が停車する場合、後ろ2両はホームにかからず橋梁上に停車となる。川の北側は瑞穂区である。

## その他
2016年（平成28年）4月7日 - 朝ラッシュ時に下りホームの屋根（庇）の一部が落下し、旅客2名が負傷した。

## 隣の駅
名古屋鉄道
NH 名古屋本線
□快速特急・■特急・■急行・■準急
通過
■普通
桜駅（NH30） - 呼続駅（NH31） - 堀田駅（NH32）
※ かつては当駅 - 堀田駅間に南井戸田駅、井戸田駅が存在した。